# Anchimolios
Anchimolios (altgriechisch Ἀγχιμόλιος) war ein spartanischer Feldherr. Er war der Sohn des Aster aus einem angesehen spartanischen Haus.
Um den unbeliebten Tyrann Hippias loszuwerden, hatten die Athener Sparta um Hilfe gebeten. Da Sparta jedoch gute Beziehungen zu den Peisistratiden hatte, lehnte man dies ab. Aus diesem Grund bezahlten die Alkmaioniden das Orakel von Delphi dafür, die Spartaner umzustimmen. Immer wenn Sparta die Pythia um Rat fragte, erhielt es denselben Orakelspruch, der es aufforderte, Athen zu befreien. Im Jahre 511 entsendete Sparta schließlich Anchimolios nach Athen. Er landete mit Schiffen in Phaleron. Hippias war jedoch nicht unvorbereitet, denn er war bereits über den Angriff informiert. Er hatte die befreundeten Thessalier um Hilfe gebeten, die ihm ein Kontingent von 1000 Reitern unter Führung des Feldherren Kineas stellten. Außerdem bereiteten sie die Ebene von Phaleron so vor, dass sie die Reiterei effektiv einsetzen konnten.
Als das spartanische Heer an Land ging und die Ebene erreichte, merkten sie zu spät, dass sie der thessalischen Reiterei schutzlos ausgeliefert waren. Viele Spartaner sowie ihr Anführer Anchimolios starben. Alle anderen wurden auf die Schiffe zurückgedrängt. Anchimolios fand in Alopeke in der Nähe des Heiligtums des Herakles Kynosarges seine letzte Ruhe.
Erst 510 v. Chr. gelang es Kleomenes I., Hippias aus Athen zu vertreiben.